# Фалеры
Фалеры (лат. Phalerae, единственное — phalera) — большие и малые пластинки (бляхи) круглой или овальной формы, диаметром четыре — 7 сантиметров, наградные медальоны для конницы, даваемое за отличие всадникам для ношения на груди.
В Древнем Риме их использовали для украшения лошадей (конской сбруи), а в дальнейшем — как военную награду, аналог современных медалей. Соотносить ордена с древнеримскими фалерами (откуда получила название наука, изучающая наградные знаки — фалеристика) ошибочно, так как фалеры представляли собой медальон, вручались за выдающиеся военные заслуги военнослужащим и частям, и их получение не влекло за собой вступление в какую-либо почётную привилегированную организацию.

## История
Фалеры имеют древнегреческое происхождение, в Древней Греции слово «фаларон» (др.-греч. φάλαρον, множество — φάλαρα) первоначально означало блестящую металлическую бляху, которая украшала и служила для защиты щек воина, или укрепляла шлем воина, в дальнейшем ее стали применять как застежку на воинских доспехах и как украшение конской сбруи. Изображение верховых запряженных лошадей с такими пластинками встречаются на многих древнегреческих вазах.
От греческих колонистов на Апеннинском полуострове фалары (превратившись в «фалеры») стали известны этрускам, которые употребляли это слово уже в другом смысле — «медали». От этрусков они были приняты и римлянами. В Риме IV в. до н. е. фалеры — только знак принадлежности к должности, наравне с золотым перстнем их употребляли как отличие сенаторов. Но вскоре фалеры становятся и военными наградами. Во времена Республики ими награждали только всадников. Известно, что когда Ганнибал захватил римский лагерь после битвы при Каннах, добыча карфагенян составило серебро, «что находилось преимущественно на конских фалерах».
До наших дней сохранились многие иконографические изображения древних фалер, но оригинальные орнаменты встречаются крайне редко. Как правило, на медальонах имеются изображения богов или бюстов императора.
Римские фалеры были очень разнообразны по своему оформлению: гладкие и плоские, с шишками посередине или расходящимися от центра кругами. Их делали из различных материалов: серебра, бронзы (часто позолоченной), драгоценных или полудрагоценных камнeй, стекла. На фалерax делали различные изображения, часто встречаются головы Медузы Горгоны, Марса, Минервы, Юпитера, а также сфинкса и льва. Фалеры, обычно в нечетном количестве, носили на груди на специальных кожаных ремешках или подтяжках. Для ношения фалер их с обратной стороны снаряжали проволочными петельками. Фалеры крепились на плечевых ремнях в местах их перекрещивания. Позже их также носили на шее, в том числе среди других украшений, таких как металлические колокольчики или полумесяцы. В монархическую и республиканскую эпоху украшения были вручены только эквитам. В эпоху Империи эти «медали» были предоставлены легионерам и бойцам вспомогательных войск (ауксилия), а также когортам и легионам.
Термин phaleratus использовался для описания человека, украшенного этими украшениями на латыни.
Стеклянные фалеры, обычно из темно-синего стекла, некоторые археологи не считают наградами. Сейчас известны чуть более 70 образцов стеклянных фалер. На них изображены человеческие головы, в основном мужские, часто вместе с детьми. Предполагают, что это могут быть изображения императоров с династии Юлиев-Клавдиев и их сыновей, а также их жен. Распространены портреты Тиберия и Клавдия, а также полководца Германика — отца Калигулы. Если металлические фалеры встречаются в наборах, по несколько штук, то стеклянные встречаются редко и чаще в одиночку. Помимо римских фалер, археологические и иконографические находки подтверждают появление этого типа украшений также в доисторической Великобритании, среди угров, сарматов и среди персов во времена династии Сасанидов

## Галерея
- Ажурная фалера с морскими коньками. Музей Бретани (Франция)
- Набор металлических Фалер. Немецкий исторический музей, Берлин
- Расположение Фалер на панцире воина. Реконструкция на основе находок в казне замка Лауерфорт (Германия)
- Фалера из музея городского района Шварценакер, Гомбург, Германия
- Фалера с изображением Силена. III ст. до н.э.
- Фалеры с головами Медузы Горгоны.
- Фалеры для украшения конской сбруи
- Серебряный фалар Мзымтинского клада. Сочинский художественный музей (Россия)